# Amblyceps hmolaii
Amblyceps hmolaii — вид сомоподібних риб родини товстохвостих сомів. Описаний у 2022 році.

## Назва
Вид названо на честь Гмолая, легендарного вождя племені Лахер (з народності мара).

## Поширення
Ендемік Індії. Поширений у річці Каладан у штаті Мізорам на сході країни.